# Пилипівка (Дніпровський район)
Пили́півка — село в Україні, у Царичанській селищній громаді Дніпровського району Дніпропетровської області. Населення за переписом 2001 року складало 4 особи.

## Географія
Село Пилипівка знаходиться на лівому березі річки Прядівка, вище за течією на відстані 4 км розташоване село Прядівка, нижче за течією на відстані 2 км розташоване село Лисківка, на протилежному березі - село Калинівка. Поруч проходить автомобільна дорога Т 0412.

## Історія
1886 року село входило у Юр'ївську волость Новомосковського повіту. Іншою назвою села була Кисличнівка. Тут мешкало 114 осіб і було 12 дворів, цегельний завод.

## Населення

### Мова
Розподіл населення за рідною мовою за даними перепису 2001 року:
| Мова       | Кількість | Відсоток |
| ---------- | --------- | -------- |
| українська | 4         | 100%     |

## Інтернет-посилання
- Погода в селі Пилипівка [Архівовано 20 грудня 2011 у Wayback Machine.]